# Guillaume André Villoteau
Guillaume André Villoteau (Bellême, 19 settembre 1759 – Tours, 27 aprile 1839) è stato un musicologo ed etnomusicologo francese.

## Biografia
Villoteau trascorse un'infanzia e una giovinezza movimentate. Figlio di un insegnante, rimase orfano di padre all'età di tre anni e a 11 anni entrò nella Congregazione dell'Oratorio di Le Mans. Abbandonò il seminario dopo aver ricevuto solo i primi rudimenti della lingua latina e divenne musicista ambulante. Si arruolò più tardi nel corpo dei dragoni, e nel 1785 entrò nella collegiale Saint Pierre la Cour di Le Mans e prese gli ordini sacri. Entrò poco dopo nel coro della cattedrale Saint-Louis di La Rochelle in qualità di tenore, frequentò per qualche anno la Sorbona dove seguì dei corsi di lingue orientali.
Dopo la Rivoluzione francese, nel 1792 rinunciò allo stato ecclesiastico e fu nominato maestro del coro all'Opéra di Parigi. In accordo con i principi della Massoneria, Villoteau aveva una visione morale dell'arte, e sosteneva che le finalità della musica, anziché di ordine estetico, dovessero consistere nel progresso della civiltà. Villoteau fu uno dei protagonisti dell'opera giacobina La Fête à l'Etre Suprême con musica di Vandenbroek e libretto di Cuvelier de Trie il 9 giugno 1794.
Nel 1798 Villoteau fu uno dei componenti della Commission des sciences et des arts che accompagnarono Napoleone in Egitto. Gli interessi iniziali di Villoteau riguardavano la musica della minoranza greca in Egitto; ma si interessò dello stato dell'arte musicale fra gli arabi e i copti in Egitto e riportò le sue impressioni in alcuni saggi, fra cui una Description historique, technique et littéraire des instruments de musique des Orientaux considerata di grande valore ancora oggi. Dopo l'assassinio di Kléber (14 giugno 1800), Villoteau divenne segretario del generale Menou durante l'ultima fase della campagna d'Egitto.
Ritornato in Francia, nel 1809 si ritirò a Mazeraies, una località di Savonnières di cui fu sindaco nel periodo 1813-1815. Visse poi a Tours dove fondò la prima scuola gratuita in quella città.

## Scritti (selezione)
- Recherches sur l'analogie de la musique avec les arts, vol. I e vol. II, Paris: Imprimerie Impériale, 1807
- «Dissertation sur les diverses espèces d'instruments de musique que l'on remarque parmi les culptures qui décorent les antiques monuments de l'Égypte». In: Description de l'Égypte, Paris: Prunelle, Imprimerie Impériale, 1809, pp. 181 segg. (Google libri)
- Description historique, technique et littéraire des instruments de musique des Orientaux, Paris: Imprimerie Impériale, 1813
- «De l'état actuel de l'art musical en Egypte. Relation historique et descriptive des recherches et observations faites sur la musique en ce pays». In: Description de l'Égypte, Paris: Panckoucke, 1827 (Google liberi)
- Musique de l'antique Egypte, Bruxelles: Degreef-Laduron, 1830